# ليسيت أنتوني
ليسيت أنتوني (بالإنجليزية: Lysette Anthony)‏ هي ممثلة بريطانية، ولدت في 26 سبتمبر 1963 بلندن في المملكة المتحدة.

## وصلات خارجية
- ليسيت أنتوني على موقع IMDb (الإنجليزية)
- ليسيت أنتوني على موقع روتن توميتوز (الإنجليزية)
- ليسيت أنتوني على موقع ألو سيني (الفرنسية)
- ليسيت أنتوني على موقع أول موفي (الإنجليزية)
- ليسيت أنتوني على موقع قاعدة بيانات الأفلام السويدية (السويدية)
- ليسيت أنتوني على موقع إن إن دي بي (الإنجليزية)
- ليسيت أنتوني على موقع قاعدة بيانات الفيلم (الإنجليزية)
- ليسيت أنتوني على موقع كينوبويسك (الروسية)